# Odrůvky

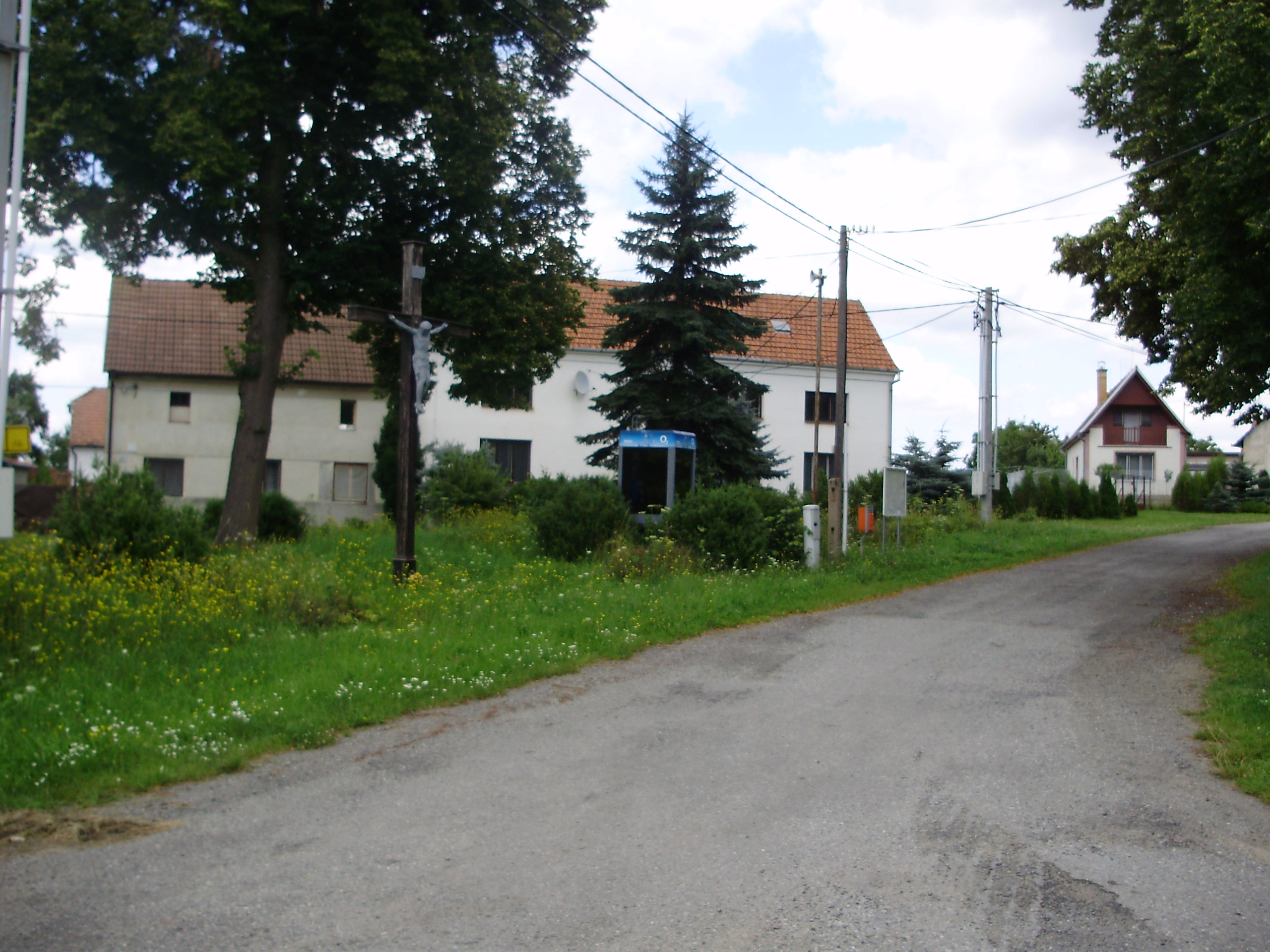
Dorfplatz

Odrůvky (deutsch Odruwek) ist ein Ortsteil der Gemeinde Studnice in Tschechien. Er liegt elf Kilometer nordöstlich von Jedovnice und gehört zum Okres Vyškov.

## Geographie
Das Straßendorf Odrůvky befindet sich im Quellgrund eines linken Zuflusses zur Bílá voda im Drahaner Bergland. Gegen Osten erstreckt sich der Truppenübungsplatz Březina. Nördlich erhebt sich der Na Skřípě (585 m. n.m.), im Nordosten der Na Horce (599 m. n.m.), östlich die Brda (599 m. n.m.), im Süden der Káj (602 m. n.m.) und die Kopaniny (590 m. n.m.) sowie westlich der U Křížku (575 m. n.m.). 
Nachbarorte sind Otinoves im Norden, Drahany und Nové Sady im Nordosten, Myslejovice und Kobylničky im Osten, Ferdinandsko, Podivice und Kluč im Südosten, Odrůvská Myslivna und Studnice im Süden, Kulířov im Südwesten, Marianín, Panský Mlýn und Rozstání im Westen sowie Molenburk im Nordwesten.

## Geschichte
Die Dominikalsiedlung Odrůvky wurde 1770 durch die erzbischöfliche Herrschaft Wischau auf herrschaftlichem Waldgrund für ihre Holzfäller angelegt. Benannt wurde sie nach einem Weideplatz Odry. Im Jahre 1791 lebten in den 20 Häusern von Odrůvky 133 Personen.
Im Jahre 1834 bestand das im Brünner Kreis gelegene Dorf Odruwek bzw. Odruwky aus 24 Häusern mit 141 Einwohnern. Im Ort gab es ein Jägerhaus und ein emphyteutisch verkauftes Schankhaus. Odruwek war Sitz eines der zehn herrschaftlichen Forstreviere. Pfarr- und Schulort war Studnitz. Bis zur Mitte des 19. Jahrhunderts blieb Odruwek der Herrschaft Wischau untertänig.
Nach der Aufhebung der Patrimonialherrschaften bildete Odrůvky / Odruwek ab 1850 einen Ortsteil der Gemeinde Studnice im Gerichtsbezirk Wischau. Ab 1869 gehörte Odrůvky zum Bezirk Wischau; zu dieser Zeit hatte das Dorf 180 Einwohner und bestand aus 26 Häusern. Im Jahre 1900 lebten in Odrůvky 214 Personen; 1910 waren es 238. Nach dem Ersten Weltkrieg zerfiel der Vielvölkerstaat Österreich-Ungarn, das Dorf wurde 1918 Teil der neu gebildeten Tschechoslowakischen Republik. Beim Zensus von 1921 lebten in den 40 Häusern von Odrůvky 229 Tschechen. 1930 bestand Odrůvky aus 45 Häusern und hatte 198 Einwohner. Von 1939 bis 1945 gehörte Odrůvky / Odruwek zum Protektorat Böhmen und Mähren. 
Während der deutschen Besetzung erfolgte 1940 der Beschluss zur Erweiterung des Schießplatzes Wischau zu einem großen Truppenübungsplatz der Wehrmacht. Zu den 33 für die Errichtung des Truppenübungsplatzes Wischau zu räumenden Dörfern gehörte in der zweiten, bis 30. November 1942 zu realisierenden Etappe auch Odrůvky. Die 205 Einwohner wurden aus den 50 Häusern des Dorfes zwangsausgesiedelt und auf verschiedene Gemeinden in Böhmen und Mähren verstreut. Nach dem Ende des Zweiten Weltkrieges wurde der zerschossene Ort wieder besiedelt. Im Jahre 1950 hatte Odrůvky nur noch 126 Einwohner. Nachdem zum 1. Mai 1951 der Truppenübungsplatz Březina errichtet worden war, wurden die sich östlich des Dorfes an der Velká Haná erstreckenden Wälder dem Militärgebiet zugeordnet. Beim Zensus von 2001 lebten in den 44 Häusern von Odrůvky 58 Personen.

## Ortsgliederung
Der Ortsteil Odrůvky ist Teil des Katastralbezirkes Studnice u Vyškova.

## Sehenswürdigkeiten
- Hölzernes Kreuz auf dem Dorfplatz